# Feather Your Nest
Feather Your Nest é um filme de comédia musical produzido no Reino Unido, dirigido por William Beaudine e lançado em 1937.